# ریگ‌چشمه (ساری)
ریگ‌چشمه، روستایی است از توابع بخش کلیجانرستاق، مرکز دهستان تنگه سلیمان در ۲۰ کیلومتری شهر ساری.
روستای ریگچشمه دارای دو بخش بالا ریگچشمه و پایین ریگچشمه می‌باشد. پایین ریگچشمه در دوراهی مسیر جاده ساری به دودانگه و چهاردانگه قرار دارد.

## چشمه‌های معروف ریگچشمه
محمدجان چشمه، سیدحسین چشمه، میرآقابابا چشمه، سرچشمه، حوری چشمه، اسپدار چشمه، فک بن چشمه، سنگروکسر چشمه، ریکوچشمه، مش قاسم چشمه، سل گت چشمه، سل خوردچشمه.

## مکان‌های باستانی و سیاحتی
برف چال
سنگ دره
افراکتل
آغوزبن
ولیکچالی
کوره کش
اردشیر (شهر باستانی مربوط به پیش از اسلام)
آبشار خلیل ماله
قدمت ریگچشمه:
ریگچشمه در دورهٔ پیش از اسلام در مکان ریکو چشمه بنا شده‌است. در ادامه به منطقهٔ تلار سر نقل مکان کرد و از قرن ۱۱ ه‍.ش در مکان فعلی مسقر است.

## جمعیت
این روستا مرکز دهستان تنگه سلیمان است. و بر اساس آخرین سرشماری مرکز آمار ایران که در سال ۱۳۸۵ صورت گرفته، جمعیت آن ۹۰نفر (۲۹خانوار) بوده‌است.